# Cyrba szechenyii
Cyrba szechenyii är en spindelart som beskrevs av Karsch 1897 [1898. Cyrba szechenyii ingår i släktet Cyrba och familjen hoppspindlar. Inga underarter finns listade i Catalogue of Life.